# Bassapur, Belgaum
Bassapur là một làng thuộc tehsil Belgaum, huyện Belgaum, bang Karnataka, Ấn Độ.